# Cayo Julio Julo (cónsul 482 a. C.)
Cayo o Gayo Julio Julo  fue un político y militar romano del siglo V a. C. perteneciente a la gens Julia.

## Familia
Julo fue miembro de los Julios Julos, una familia patricia de la gens Julia. Fue hermano de Vopisco Julio Julo y padre de Cayo Julio Julo.

## Carrera pública
Fue elegido cónsul en el año 482 a. C. Estuvo al cargo de las operaciones militares contra los de Veyes. Más tarde fue elegido en el primer colegio de decenviros en el año 451 a. C. Dadas sus atribuciones decenvirales, estuvo al cargo del juicio contra Lucio Sestio, hombre de clase patricia, en cuya casa se había encontrado un cadáver, pero renunció a ello para llevar la acusación.
De nuevo se le menciona en el año 449 a. C., ya como ciudadano privado, en la embajada que envió el Senado al ejército que se había opuesto a emprender la guerra y atrincherado en el monte Aventino.
En ocasiones se le ha identificado con el cónsul homónimo del año 489 a. C. y hecho padre del decenviro, pero las filiaciones no coinciden. En la actualidad, se prefiere separar a ambos cónsules e identificar al cónsul del año 482 a. C. con el decenviro.